# Zygophyllum longicapsulare
Zygophyllum longicapsulare là một loài thực vật có hoa trong họ Zygophyllaceae. Loài này được Schinz miêu tả khoa học đầu tiên.